# Ligota Mała (powiat oleśnicki)
Ligota Mała (niem. Klein Ellguth) – wieś w Polsce położona w województwie dolnośląskim, w powiecie oleśnickim, w gminie Oleśnica.

## Gospodarka i oświata
Wioska jest rozwinięta gospodarczo, znajdują się tu m.in. 3 firmy kamieniarskie, firma blacharsko-lakiernicza, mechanik, 4 sklepy spożywcze, kopalnie piasku, stawy rybne i inne. Znajduje się tu także szkoła podstawowa. Szkoła mieści się w nowym budynku, który ma nową halę sportową nagrodzoną za przystosowanie.

## Historia
Nazwa Ligota występująca także w skróconej formie Lgota wywodzi się z języka staropolskiego i oznacza ulgę. Ligota oznacza osadę założoną na surowym korzeniu z zastosowaniem dla jej nowych mieszkańców ulgi na zagospodarowanie. Miejscowości o tej nazwie pełniły funkcję podobną do dzisiejszych specjalnych stref ekonomicznych i były zwolnione z płacenia podatków co miało zainicjować ich rozwój.

## Podział administracyjny
W okresie międzywojennym wieś była siedzibą gminy Ligota Mała. W latach 1975–1998 miejscowość należała administracyjnie do województwa wrocławskiego.

## Zabytki
W centralnym punkcie wsi znajduje się kościół rzymskokatolicki pod wezwaniem Matki Boskiej Częstochowskiej. Wieża kościoła pochodzi z około XIV w., a reszta kościoła z XVI w.

## Przyroda
Wieś położona jest częściowo w obszarze ochronnym Natura 2000 "Lasy Grędzińskie" PLH020081.

## Osoby związane z Ligotą Małą
- Wilhelm Hohenzollern (1882–1951) – ostatni następca tronu pruskiego i Cesarstwa Niemieckiego, miał tutaj swoją letnią rezydencję (tzw. Pałacyk Myśliwski), a pobliskie lasy były jego ulubionym miejscem polowań

## Kultura
W wiosce istnieje folklorystyczny zespół pieśni ludowej Pokolenia, który jest mieszanym zespołem ludowym, powstałym w 1997 r. Wykonuje pieśni z różnych regionów Polski przy akompaniamencie akordeonu i bębna. Ma bogaty repertuar bardzo starych i mało znanych pieśni ludowych i pastorałek.